# Командный чемпионат Европы по международным шашкам
Командный чемпионат Европы по международным шашкам — соревнование по шашкам, которое проводится FMJD (Всемирная федерация шашек), а позднее EDC (Европейская конфедерация шашек).
Проходит среди мужчин (с 1967 года) и среди женщин (с 2010 года) в форматах классическая, молниеносная (блиц) и быстрая (рапид) программа.

## Основная программа

### Мужчины
| Номер | Год  | Место                 | Золото | Серебро                                                                              | Бронза                                                                                          |
| 1     | 1967 | Больцано Италия       | СССР · Андрис Андрейко · Вячеслав Щёголев · Владимир Каплан                                                                   | Нидерланды · Тон Сейбрандс · Харм Вирсма · Ян ван Леуэн                              | Франция · Жорж Мостовой · Рауль Дельом · Анри Бажолле                                           |
| 2     | 1969 | Больцано Италия       | СССР · Андрис Андрейко · Вячеслав Щёголев · Исер Куперман                                                                     | Нидерланды · Тон Сейбрандс · Харм Вирсма · Питер Бергсма                             | Швейцария · Андре Гиньяр · Исаак Гедан · Жозеф Оганьер                                          |
| 3     | 1971 | Больцано Италия       | СССР · Андрис Андрейко · Исер Куперман · Анатолий Гантварг                                                                    | Нидерланды · Тон Сейбрандс · Харм Вирсма · Питер Бергсма                             | Бельгия · Оскар Ферпост · Жо Кроте · Михел Грегуар                                              |
| 4     | 1973 | Ортизеи Италия        | Нидерланды · Тон Сейбрандс · Харм Вирсма · Франс Гермелинк                                                                    | Бельгия · Оскар Ферпост · Михел Грегуар · Антуан Слаби                               | Франция · Абель Верс · Андре Мелинон · Жан Дельмас                                              |
| 5     | 1978 | Тбилиси СССР          | Нидерланды · Харм Вирсма · Тон Сейбрандс · Роберт Клерк                                                                       | СССР · Анатолий Гантварг · Николай Мищанский · Вячеслав Щеголев                      | Израиль · Абрам Гендлерман · Шломо Борохов · Арье Лиссон                                        |
| 6     | 1980 | Рейссен Нидерланды    | СССР · Анатолий Гантварг · Михаил Кореневский · Вячеслав Щеголев                                                              | Нидерланды · Харм Вирсма · Тон Сейбрандс · Роберт Клерк                              | Израиль · Абрам Гендлерман · Виктор Гальперин · Зелик Палария                                   |
| 7     | 2010 | Таллин Эстония        | Беларусь · Анатолий Гантварг · Андрей Толчиков · Евгений Ватутин                                                              | Нидерланды · Рон Хёсденс · Кес Тейссен · Мартин Долфинг · Пим Мёрс                   | Россия · Александр Гетманский · Муродулло Амриллаев · Александр Георгиев                        |
| 8     | 2013 | Таллин Эстония        | Россия · Александр Георгиев · Муродулло Амриллаев · Айнур Шайбаков · Александр Гетманский · Юрий Черток                       | Латвия · Гунтис Валнерис · Раймонд Випулис · Роберт Мисанс                           | Украина · Артём Иванов · Юрий Аникеев · Игорь Кирзнер                                           |
| 9     | 2016 | Таллин Эстония        | Нидерланды · Рул Бомстра · Александр Балякин · Ян Грунендейк                                                                  | Россия · Александр Гетманский · Айнур Шайбаков · Муродулло Амриллаев · Иван Трофимов | Украина · Артём Иванов · Юрий Аникеев · Денис Шкатула                                           |
| 10    | 2017 | Вильнюс Литва         | Россия · Александр Георгиев · Айнур Шайбаков · Муродулло Амриллаев                                                            | Беларусь · Алексей Куница · Владислав Валюк · Сергей Носевич                         | Литва-1 · Эдвард Бужинский · Алексей Домчев · Артур Тункевич · Анри Плаксий · Валерий Кудрявцев |
| 11    | 2019 | Кьянчано-Терме Италия | Россия · Александр Георгиев · Айнур Шайбаков · Анатолий Татаренко                                                             | Нидерланды · Александр Балякин · Ваутер Сипма · Каспер Ремейер                       | Беларусь · Алексей Куница · Евгений Ватутин · Александр Булатов                                 |
| 12    | 2021 | Кьянчано-Терме Италия | Россия · Муродулло Амриллаев · Айнур Шайбаков · Александр Шварцман · Александр Гетманский · Александр Георгиев · Даниил Ильин | Нидерланды · Ян Грунендейк · Йитсе Слюмп · Махил Вейстра                             | Франция · Арно Кордье · Кевин Махтелинк · Фидель Нимби                                          |
| 13    | 2023 | Фоллоника Италия      | Украина · Артём Иванов · Юрий Аникеев · Юрий Бобков                                                                           | Нидерланды · Баудевейн Деркс · Бас Мессемакер · Пим Мёрс · Дик де Вогд               | Литва · Эдвард Бужинский · Алексей Домчев · Домантас Норкус                                     |

### Женщины
| Номер | Год  | Место                 | Золото                                                             | Серебро                                                                              | Бронза                                        |
| 1     | 2010 | Таллин Эстония        | Нидерланды · Нина Хукман · Виталия Думеш                           | Беларусь · Ольга Федорович · Ирина Пашкевич                                          | Россия · Матрёна Ноговицына · Ирина Платонова |
| 2     | 2013 | Таллин Эстония        | Украина · Ольга Балтажи · Виктория Белая                           | Беларусь · Дарья Федорович · Ольга Федорович                                         | Россия · Гузель Георгиева · Айгуль Идрисова   |
| 3     | 2016 | Таллин Эстония        | Россия · Айгуль Идрисова · Тамара Тансыккужина                     | Украина · Виктория Мотричко · Ольга Балтажи                                          | Беларусь · Ольга Федорович · Дарья Федорович  |
| 4     | 2017 | Вильнюс Литва         | Беларусь · Ольга Федорович · Дарья Федорович                       | Украина · Виктория Мотричко · Людмила Литвиненко                                     | Латвия · Зоя Голубева · Елена Чеснокова       |
| 5     | 2019 | Кьянчано-Терме Италия | Россия · Айгуль Идрисова · Елена Мильшина · Тамара Тансыккужина    | Украина · Виктория Мотричко · Ольга Балтажи                                          | Беларусь · Ольга Федорович · Полина Петрусёва |
| 6     | 2021 | Кьянчано-Терме Италия | Беларусь · Ольга Федорович · Полина Петрусёва · Виктория Николаева | Россия · Тамара Тансыккужина · Матрёна Ноговицына · Айгуль Идрисова · Елена Мильшина | Нидерланды · Ольга Камышлеева · Виталия Думеш |
| 7     | 2023 | Фоллоника Италия      | Польша · Наталья Садовская · Арлета Кособудская                    | Украина · Виктория Мотричко · Ольга Балтажи                                          | Литва · Эмилия Батковская · Лайма Адлите      |

## Рапид

### Мужчины
| Номер | Год  | Место                 | Золото | Серебро                                                                          | Бронза                                                               |
| 1     | 2013 | Таллин Эстония        | Латвия · Гунтис Валнерис · Раймонд Випулис · Роберт Мисанс                                                                    | Украина · Артём Иванов · Юрий Аникеев · Игорь Кирзнер                            | Россия · Муродулло Амриллаев · Айнур Шайбаков · Александр Гетманский |
| 2     | 2017 | Вильнюс Литва         | Россия · Муродулло Амриллаев · Айнур Шайбаков · Александр Георгиев                                                            | Литва-1 · Эдвард Бужинский · Алексей Домчев · Артур Тункевич · Валерий Кудрявцев | Беларусь · Алексей Куница · Владислав Валюк · Сергей Носевич         |
| 3     | 2019 | Кьянчано-Терме Италия | Россия · Александр Георгиев · Айнур Шайбаков · Анатолий Татаренко                                                             | Беларусь · Алексей Куница · Евгений Ватутин · Александр Булатов                  | Нидерланды · Александр Балякин · Ваутер Сипма · Каспер Ремейер       |
| 4     | 2021 | Кьянчано-Терме Италия | Россия · Муродулло Амриллаев · Айнур Шайбаков · Александр Шварцман · Александр Гетманский · Александр Георгиев · Даниил Ильин | Украина · Артём Иванов · Юрий Аникеев · Иван Антоненко                           | Нидерланды · Ян Грунендейк · Йитсе Слюмп · Махил Вейстра             |
| 5     | 2023 | Фоллоника Италия      | Украина · Артём Иванов · Юрий Аникеев · Юрий Бобков                                                                           | Нидерланды · Баудевейн Деркс · Пим Мёрс · Дик де Вогд                            | Франция · Арно Кордье · Кевин Махтелинк · Андре Берко                |

### Женщины
| Номер | Год  | Место                 | Золото                                        | Серебро                                         | Бронза                                                             |
| 1     | 2013 | Таллин Эстония        | Украина · Ольга Балтажи · Виктория Белая      | Литва · Лайма Адлите · Ромуальда Шидлаускене    | Россия · Гузель Георгиева · Айгуль Идрисова                        |
| 2     | 2017 | Вильнюс Литва         | Латвия · Зоя Голубева · Елена Чеснокова       | Беларусь · Ольга Федорович · Дарья Федорович    | Россия · Айгуль Идрисова · Алия Аминова                            |
| 3     | 2019 | Кьянчано-Терме Италия | Украина · Виктория Мотричко · Ольга Балтажи   | Беларусь · Ольга Федорович · Полина Петрусёва   | Россия · Айгуль Идрисова · Елена Мильшина · Тамара Тансыккужина    |
| 4     | 2021 | Кьянчано-Терме Италия | Нидерланды · Ольга Камышлеева · Виталия Думеш | Украина · Виктория Мотричко · Ольга Балтажи     | Беларусь · Ольга Федорович · Полина Петрусёва · Виктория Николаева |
| 5     | 2023 | Фоллоника Италия      | Украина · Виктория Мотричко · Ольга Балтажи   | Польша · Наталья Садовская · Арлета Кособудская | Литва · Эмилия Батковская · Лайма Адлите                           |

## Блиц

### Мужчины
| Номер | Год  | Место                 | Золото | Серебро                                                        | Бронза                                                                        |
| 1     | 2007 | Канны Франция         | Россия |                                                                |                                                                               |
| 2     | 2013 | Таллин Эстония        | Россия · Александр Георгиев · Муродулло Амриллаев · Александр Гетманский                                                      | Латвия · Гунтис Валнерис · Раймонд Випулис · Роберт Мисанс     | Украина · Артём Иванов · Юрий Аникеев · Игорь Кирзнер                         |
| 3     | 2016 | Таллин Эстония        | Россия · Муродулло Амриллаев · Айнур Шайбаков · Александр Гетманский · Иван Трофимов                                          | Украина · Артём Иванов · Юрий Аникеев · Денис Шкатула          | Латвия · Гунтис Валнерис · Раймонд Випулис · Лаймонис Залитис · Бенно Бутулис |
| 4     | 2017 | Вильнюс Литва         | Россия · Муродулло Амриллаев · Айнур Шайбаков · Александр Георгиев                                                            | Литва-1 · Эдвард Бужинский · Сигитас Смайдрис · Артур Тункевич | Беларусь · Алексей Куница · Владислав Валюк · Сергей Носевич                  |
| 5     | 2019 | Кьянчано-Терме Италия | Украина · Артём Иванов · Игорь Кирзнер · Василий Пикиняр                                                                      | Нидерланды · Александр Балякин · Ваутер Сипма · Каспер Ремейер | Россия · Александр Георгиев · Айнур Шайбаков · Анатолий Татаренко             |
| 6     | 2021 | Кьянчано-Терме Италия | Россия · Муродулло Амриллаев · Айнур Шайбаков · Александр Шварцман · Александр Гетманский · Александр Георгиев · Даниил Ильин | Нидерланды · Ян Грунендейк · Йитсе Слюмп · Махил Вейстра       | Италия · Лорис Миланесе · Алессио Скаджанте · Даньеле Макали                  |
| 7     | 2023 | Фоллоника Италия      | Украина · Артём Иванов · Юрий Аникеев · Юрий Бобков                                                                           | Литва · Эдвард Бужинский · Алексей Домчев · Домантас Норкус    | Латвия · Гунтис Валнерис · Раймонд Випулис · Всеволод Митревич                |

### Женщины
| Номер | Год  | Место                 | Золото                                                                             | Серебро                                         | Бронза                                                             |
| 1     | 2013 | Таллин Эстония        | Украина · Ольга Балтажи · Виктория Белая                                           | Россия · Гузель Георгиева · Айгуль Идрисова     | Беларусь · Ольга Федорович · Дарья Федорович                       |
| 2     | 2016 | Таллин Эстония        | Польша · Наталья Садовская · Арлета Флисиковска                                    | Украина · Виктория Мотричко · Ольга Балтажи     | Латвия · Елена Чеснокова · Мария Коледа                            |
| 3     | 2017 | Вильнюс Литва         | Россия · Айгуль Идрисова · Алия Аминова                                            | Беларусь · Ольга Федорович · Дарья Федорович    | Латвия · Зоя Голубева · Елена Чеснокова                            |
| 4     | 2019 | Кьянчано-Терме Италия | Россия · Айгуль Идрисова · Елена Мильшина · Тамара Тансыккужина                    | Беларусь · Ольга Федорович · Полина Петрусёва   | Польша · Арлета Флисиковска · Марта Банковска                      |
| 5     | 2021 | Кьянчано-Терме Италия | Россия · Тамара Тансыккужина · Айгуль Идрисова · Матрёна Ноговицына · Алия Аминова | Польша · Наталья Садовская · Катаржина Станчук  | Беларусь · Ольга Федорович · Виктория Николаева · Полина Петрусёва |
| 6     | 2023 | Фоллоника Италия      | Украина · Виктория Мотричко · Ольга Балтажи                                        | Польша · Наталья Садовская · Арлета Кособудская | Литва · Эмилия Батковская · Лайма Адлите                           |